# کالین برونتون
کالین برونتون (انگلیسی: Colin Brunton؛ زادهٔ ۱۹۵۵) کارگردان فیلم و تهیه‌کننده تلویزیونی اهل کانادا است.
از فیلم‌ها یا مجموعه‌های تلویزیونی که وی در آن‌ها نقش داشته‌است، می‌توان به مسجد کوچکی در مرغزار، شتز کریک، فول‌پروف، کفاشی، گستاخ و مکعب اشاره نمود.